# Guido Pisanus (géographe)
Pour les articles homonymes, voir Guido de Pise.
Guido Pisanus, Guido da Pisa ou Guy de Pise (décédé le 9 juillet 1169) est un savant de langue latine, historien et géographe, diacre de Pise. 

## Biographie
Guido Pisanus est un clerc, compilateur et copiste de textes historiques et géographiques. Son travail a été réalisé dans les années 1110 à 1120 à Pise.
Il a écrit une notice sur le tremblement de terre qui a frappé de nombreuses régions du nord et du centre de l'Italie en 1117. Son nom apparaît également dans plusieurs documents diplomatiques et administratifs conservés dans les archives capitulaires de Pise.
Il est l'auteur d'un ouvrage contenant des chroniques historiques, des cartes et une géographie, publié en 1119.

## Ouvrage: le manuscrit ditLiber Guidonis

### Présentation
L'ouvrage porte le titre de Geographica, Liber Guidonis ou Liber de variis historiis. Il est composé de cinq livres. La plus ancienne copie manuscrite date de la fin du XIIe siècle et se trouve dans la Bibliothèque royale à Bruxelles. Frédéric de Reiffenberg donna de ce dernier la première description en 1843 et 1844. 
Pour Michele Campopiano, le manuscrit de Bruxelles n'est pourtant pas l'archétype, celui dans l'état le plus original. Il envisage plutôt qu'il y ait précédemment eu plusieurs versions de cette encyclopédie. Au moins huit autres manuscrits plus tardifs, certains partiels, sont connus,.

### Composition de l'ouvrage
Cet ouvrage est une compilation de géographie et d'histoire générale, avec des parties propre à l'Italie et au pays pisan, contenant notamment la Cosmographie du Ravennate, mais aussi des extraits de la Géographie de Strabon, de la Chorographie de Pomponius Mela, de la Géographie de Ptolémée, et de l'Itinéraire d'Antonin, avec des emprunts à Solin, Orose et Isidore de Séville.
Dans le premier livre, qui traite de géographie, la représentation de la Terre est centrée sur Rome et sur la région sur laquelle s'étendait son Empire. La seconde partie, avec de nombreuses citations des Etymologies d'Isidore de Séville, illustre les usages civils et militaires des Romains. La troisième partie est consacrée au partage de la Terre.
Les deux derniers livres contiennent, en plus de chroniques historiques, l'unique version du Carmen in victoriam Pisanorum (en), l'histoire d'Alexandre le Grand rédigé par Pseudo-Callisthène, l'Excidium Troiae de Darès le Phrygien et l'Historia romana de Paul Diacre.
Les volumes, dont des extraits des premiers livres ont été publiés sous le titre de Guidonis Geographica en 1860 par Gustav Parthey (de) et Moritz Pinder (de), comportent en plus des cartes de l'Italie et du monde tel qu'il était connu des Romains.
Le texte s'inspire souvent de celui du cosmographe de Ravenne, à la fois dans les listes de lieux, mais aussi dans la tournure des phrases. Les textes sont accompagnés d'illustrations, avec des dessins à la plume et des miniatures portant des représentations de Rome et des empereurs romains.

### Portée du texte
Pour Patrick Gautier Dalché, le Liber Guidonis ne s'adresse ni aux negotiatores, ni aux représentants des pouvoirs « féodaux », pas plus qu'il n'est orienté par des préoccupations pratiques répondant aux besoins politiques et culturels de factions en luttes. Selon lui, Guido s’intéresse surtout à l'histoire ancienne de Rome, dont la grandeur passée peut servir d'exemplum pour Pise, avec l'intention délibérée que son ouvrage soit d'utilité publique, révélant ainsi « les caractères de la culture moyenne du clergé dans une commune en pleine affirmation de sa puissance et en plein développement d'une conscience urbaine propre ».

#### Éditions
- (it) Michele Campopiano (éditeur scientifique) et Guido Pisanus, Liber Guidonis compositus de variis historiis : studio ed edizione critica dei testi inediti, Florence, Ed.del Galluzzo, coll. « Edizione Nazionale dei Testi Mediolatini » (no 22), 2008, 230 p. (ISBN 978-88-8450-310-7, BNF 42225893).

Éditions partielles :
- (la) Joseph Schnetz (de) (éditeur scientifique), Anonyme de Ravenne (Anonymus Ravennas) et Guido da Pisa (Guido Pisanus), Ravenmatis anonymi Cosmographia et Guidonis Geographica, Leipzig, Teubner, coll. « Itineraria Romana » (no 2), 1990 (1re éd. 1940), 214 p. (ISBN 3-519-04274-6, présentation en ligne).
- Isidore de Séville, « Chronica quae feruntur sub nomine Augustini et Hieronymi », dans Chronica minora saec. IV. V. VI. VII, t. II, éd. par Theodor Mommsen, Berlin, 1894, p. 495-497 et éd. p. 498-501, (MGH, Auctores antiquissimi, t. XI) (en ligne dMGH et archive.org).
- Gustav Parthey (de), Moritz Pinder (de), Anonyme de Ravenne (Anonymus Ravennas) et Guido da Pisa (Guido Pisanus), Ravennatis anonymi Cosmographia et Guidonis Geographica, Berlin, Aalen, 1962 (1re éd. 1860) (OCLC 1046198134, BNF 31181320), en ligne :  transcription, archive, google.

#### Études
- Michele Campopiano, « Gentes, monstra, fere : l’Histoire d’Alexandre dans une encyclopédie du XIIe siècle », dans Conter de Troie et d’Alexandre : Hommage à Emmanuèle Baumgartner [Congrès. Paris. CEMA. 2004-2005], sous la dir. Laurence Harf-Lancner, Laurence Mathey-Maille et Michelle Szkilnik, Paris, 2006, p. 233-252  (ISBN 2-87854-359-9) (part. en ligne).
- Michele Campopiano, « Geografia e storia a Pisa nel XII secolo. Il Liber Guidonis compositus de variis historiis : natura e tradizione », dans Per Marco Tangheroni. Studi su Pisa e sul Mediterraneo medievale offerti dai suoi ultimi allievi, sous la dir. de Cecilia Iannella, Pise, 2006, p. 9-37  (ISBN 9788846714565) (en ligne).
- Dizionario biografico degli Italiani, 61, Rome, 2004, s. v. « Guido da Pisa » par Carlo Albarello (bibliogr. jusqu'en 1979) (en ligne).
- Patrick Gautier Dalché, Carte marine et portulan au XIIe siècle. Le Liber de Existencia Riverierarum et Forma Maris Nostri Mediterranei (Pise, circa 1200), Rome, École française de Rome / diff. de Boccard, coll. « Publications de l'École française de Rome » (no 203), 1995, 302 p. (ISBN 2-7283-0335-5, lire en ligne), p. 93-98 et 255-261.
- Wolfgang Buchwald, Armin Hohlweg (de) et Otto Prinz (de), Dictionnaire des auteurs grecs et latins de l'Antiquité et du Moyen Âge [= Tusculum-Lexikon griechischer und lateinischer Autoren des Altertums und des Mittelalters], trad. de l'all. par Jean-Denis Berger et Jacques Billen, Turnhout, 1991, p. 331  (ISBN 2-503-50016-1) ; 1re éd. Munich, 1963.